# Tu-75 (航空機)
Tu-75（ロシア語:Ту-75トゥー・スィェーミヂスャト・ピャーチ）は、ソビエト連邦の航空機設計機関であったツポレフ設計局が開発しようとした、大型レシプロ4発輸送機である。

## 概要
Tu-75は、同じくツポレフが開発（実際にはアメリカ合衆国のボーイングB-29爆撃機をデッドコピー）したTu-4爆撃機をもとに軍事輸送機として開発されていた。胴体は新設計のものを使用し、ソ連の輸送機では初めてとなる胴体後部のローディングランプを搭載していた。
1950年1月21日に初飛行し、性能は上々であったがソ連空軍がこのような大型輸送機を実戦使用する体勢でなかったため、量産されることはなかった。

## スペック
- 乗員 6
- 全幅 44.25 m
- 全長 35.61 m
- 高さ 9.10 m
- 翼面積 162.7 m2
- エンジン シュベツォフ ASh-73 （2,400馬力×4）
- 機体重量 37,810 kg
- 最大離陸重量 65,400 kg
- 最大時速 545 km/h
- 実用限界上昇高度 9,500 m
- 航続距離 4,140 km